# Blesovce
Blesovce es un municipio del distrito de Topoľčany en la región de Nitra, Eslovaquia, con una población estimada a final del año 2024 de 330 habitantes.
Se encuentra ubicado al norte de la región, cerca del río Nitra (cuenca hidrográfica del Danubio) y de la frontera con las regiones de Trnava y Trenčín.

## Demografía
| Año        | 1994 | 2004    | 2014     | 2024    |
| ---------- | ---- | ------- | -------- | ------- |
| Población  | 377  | 396     | 345      | 330     |
| Diferencia |      | +5,03 % | −12,87 % | −4,34 % |

| Año        | 2023 | 2024    |
| ---------- | ---- | ------- |
| Población  | 335  | 330     |
| Diferencia |      | −1,49 % |